# Albert Neville Thiele
Albert Neville Thiele (Brisbane, 4 de dezembro de 1920 — Sydney, 1 de outubro de 2012) foi um engenheiro eletrônico e mecânico australiano. Trabalhou principalmente com engenharia de áudio.
Seu nome está associado com os parâmetros de Thiele/Small.

## Vida
Frequentou a "Milton State School", a "Brisbane Grammar School" e a Universidade de Queensland e Universidade de Sydney. Na década de 1930 foi garoto soprano em um programa de rádio de Brisbane e mais tarde ator. Começou então a se interessar por gravação de som e sua reprodução. Após cinco anos de serviço militar na infantaria e no Corpo Autraliano de Engenheiros Elétricos e Mecânicos, concluiu seus estudos como bacharel em engenharia eletrônica e engenharia mecânica em 1952. Neste ano começou a trabalhar na EMI (Austrália) e após o lançamento da televisão em 1955na Austrália adquiriu experiência em diversos laboratórios na escandinávia e nos Estados Unidos. De volta à Austrália trabalhou inicialmente na EMI inicialmente na área da televisão. Em 1962 mudou para a Australian Broadcasting Commission, onde foi responsável pelas instalações de rádio e televisão.

## Prêmios e condecorações
- 2003 Prêmio Masaru Ibuka de Eletrônica de Consumo IEEE